# 帆足圭吾
帆足 圭吾（ほあし けいご、1982年3月26日 - ）は、日本で活動する作曲家・編曲家。東京都出身。

## 経歴
高校卒業後、かねてより興味のあった映画音楽やプログレッシブロックの世界へ。プログレッシブ・ロックバンド・ドリーム・シアターのキーボーディスト・ジョーダン・ルーデスの演奏に惚れ込み20歳で渡米。アメリカ・ボストンのバークリー音楽院へ入学、映画音楽学科へと進んだ。
帰国後、2009年にMONACAに加入。主にゲームおよびアニメの劇中音楽を手掛ける。
MONACA内では高田龍一と並んで二大オーケストラ担当と称され、『ニーア ゲシュタルト/レプリカント』ではピアノ演奏を担当した。
影響を受けたアーティストはドリーム・シアター。
2024年9月30日、MONACAを退所。フリーランスとして活動を開始した。

## 楽曲を提供した主な作品

### ゲーム
- 『のびのびBOY』
  - BGM（中村和宏・石濱翔・三宅優・井上拓・渡辺量・矢野義人らと共同）
- 『塊魂TRIBUTE』
  - BGM（みすみゆり・三宅優・遠山明孝・矢野義人・戸部田英樹・境亜寿香らと共同）
- 『鉄拳6』
  - BGM（岡部啓一・神前暁・中村和宏・高田龍一・石濱翔・遠山明孝・佐野信義・椎名豪・濱本理央・細江慎治・佐宗綾子らと共同）
- 『太鼓の達人』シリーズ
  - 挿入歌「常闇の森 序章「邪神復活の夜」」（作曲・編曲）
  - 挿入歌「崩冠の紅月 破章「嘆きの姫」」（作曲・編曲）
- 『ニーア ゲシュタルト/レプリカント』
  - BGM（岡部啓一・石濱翔・西村隆文と共同）
- 『探偵オペラミルキィホームズ』シリーズ
  - BGM（MONACA名義　石濱翔・田中秀和と共同）
- 『パチスロ快盗天使ツインエンジェル3』
  - キャラクターソング「CAGE」（作曲・編曲）
  - キャラクターソング「闇の祈り」（作曲・編曲）
- 『鉄拳タッグトーナメント2』
  - BGM（遠山明孝・井上拓・佐野信義・岡部啓一・石濱翔・高田龍一・田中秀和・広川恵一・細江慎治・佐宗綾子・濱本理央・椎名豪・矢野義人らと共同）
- 『ロード オブ アポカリプス』
  - BGM（岡部啓一と共同）
- 『Fate/EXTRA CCC』
  - キャラクターソング「此方ノ詩〜Jupiter」（編曲）
  - キャラクターソング「Blossom. Strings Arranged.」（編曲）
- 『ドラッグオンドラグーン3』
  - BGM（岡部啓一・石濱翔・高橋邦幸・遠山明孝・佐野信義・後藤貴徳と共同）
  - 主題歌「クロイウタ」（ストリングスアレンジ・ピアノ）
- 『スクール オブ ラグナロク』
  - BGM（高橋邦幸・岡部啓一・瀬尾祥太郎と共同）
  - 挿入歌「Bloody Waltz」（作曲・編曲）
  - 挿入歌「sensibility」（作曲・編曲）
- 『Windsoul』
  - BGM（岡部啓一・高橋邦幸・小林啓樹と共同）
- 『ニーア オートマタ』
  - BGM（岡部啓一・高橋邦幸・瀬尾祥太郎と共同）
- 『SINoALICE -シノアリス-』
  - BGM（MONACA名義　岡部啓一・瀬尾祥太郎と共同）
- 『結城友奈は勇者である 花結いのきらめき』
  - BGM（MONACA名義　高橋邦幸・瀬尾祥太郎と共同）
- 『テラバトル』スペシャルクエスト「メカチュラ物語」
  - BGM（MONACA名義　岡部啓一・瀬尾祥太郎と共同）
- 『Fate/EXTELLA Link』
  - BGM（MONACA名義、岡部啓一・高田龍一・瀬尾祥太郎と共同）
- 『ソウルキャリバーVI』
  - BGM「City Ruins - SOUL」（編曲）
- 『アイドルマスター シンデレラガールズ』
  - キャラクターソング「谷の底で咲く花は」（木管・チェロアレンジ）
  - キャラクターソング「もりのくにから」（作曲・編曲）
- 『ETERNAL』
  - BGM（高橋邦幸と共同）
- 『ニーア レプリカント ver.1.22474487139...』
  - BGM（岡部啓一・高田龍一・高橋邦幸・瀬尾祥太郎・オリバー・グッドと共同）
- 『アイドルマスター スターリットシーズン』
  - 挿入歌「GR@TITUDE」（編曲）
- 『ソウルハッカーズ2』
  - BGM（岡部啓一、高橋邦幸、瀬尾祥太郎、オリバー・グッド、井上馨太と共同）
- 『BLUE PROTOCOL』
  - 挿入歌「バファリア聖歌」（作曲・編曲）[5]

### アニメ
- 『空を見上げる少女の瞳に映る世界』
  - 劇伴（MONACA名義　神前暁・岡部啓一・高田龍一・石濱翔と共同）
- 『天上人とアクト人最後の戦い』
  - 劇伴（MONACA名義　神前暁・岡部啓一・高田龍一・石濱翔と共同）
- 『化物語』
  - OP主題歌「sugar sweet nightmare」（ストリングスアレンジ）
- 『涼宮ハルヒの消失』
  - 劇伴（神前暁・高田龍一・石濱翔と共同）
- 『WORKING!!』
  - 劇伴（MONACA名義　岡部啓一・石濱翔と共同）
  - キャラクターソング「ワグナリア賛歌〜a day of 佐藤潤」（編曲）
- 『セキレイ〜Pure Engagement〜』
  - 挿入歌「Change the World」（ストリングスアレンジ）
- 『学園黙示録 HIGHSCHOOL OF THE DEAD』
  - ED主題歌「cold bullet blues」（作曲・編曲）
- 『黒執事II』
  - キャラクターソング「完全無欠超絶技巧庭師」（作曲・編曲）
  - キャラクターソング「ようこそ葬儀屋へ」（作曲・編曲）
- 『STAR DRIVER 輝きのタクト』
  - 劇伴（MONACA名義　神前暁・岡部啓一・高田龍一・石濱翔と共同）
  - キャラクターソング「First Galaxy」（作曲・編曲）
  - キャラクターソング「憂いの鎖」（ストリングスアレンジ）
  - 挿入歌「木漏れ日のコンタクト 〜 version de l'apprivoiser」（編曲）[6]
  - 挿入歌「秋色のアリア 〜 version de l'apprivoiser」（ストリングスアレンジ）[7]
  - 挿入歌「木漏れ日のコンタクト 〜 Wako avec accompagnement du piano」（編曲）
- 『放浪息子』
  - 劇伴（岡部啓一、神前暁と共同）[8]
- 『Aチャンネル』
  - 劇伴（MONACA名義　神前暁・高田龍一・石濱翔と共同）
- 『WORKING'!!』
  - 劇伴（MONACA名義　石濱翔・岡部啓一・田中秀和と共同）
- 『偽物語』
  - 楽曲制作協力（高田龍一・岡部啓一と共同）
- 『這いよれ!ニャル子さん』
  - 劇伴（MONACA名義　田中秀和・石濱翔・高田龍一と共同）
  - ED主題歌「禍々しくも聖なるかな」（作曲・編曲）
- 『黄昏乙女×アムネジア』
  - 劇伴（高田龍一と共同）
- 『アイカツ!』
  - 劇伴（MONACA名義　田中秀和・石濱翔・岡部啓一・高田龍一・高橋邦幸・広川恵一と共同）
  - 挿入歌「硝子ドール」（作曲・編曲）
  - 1年目後期ED主題歌「ヒラリ/ヒトリ/キラリ」（作曲・編曲）
  - 挿入歌「G線上のShining Sky」（作曲・編曲）
  - 挿入歌「Moonlight destiny」（作曲・編曲）
  - 挿入歌「オーロラプリンセス」（作曲・編曲）
  - 挿入歌「ミトレジャーノ！」（作曲・編曲）
  - 2年目後期ED主題歌「Precious」（作曲・編曲）
  - 挿入歌「ハローニューワールド」（作曲・編曲）
  - 挿入歌「シアワセ方程式」（作曲・編曲）
- 『猫物語（黒）』
  - 楽曲制作協力（高田龍一・岡部啓一と共同）
- 『ビビッドレッド・オペレーション』
  - ED主題歌「ありふれたしあわせ」（ストリングスアレンジ・ピアノ）
- 『スタードライバー THE MOVIE』
  - 劇伴（MONACA名義　神前暁・岡部啓一・高田龍一・石濱翔と共同）
- 『やはり俺の青春ラブコメはまちがっている。』
  - 劇伴（MONACA名義　石濱翔・高橋邦幸・高田龍一と共同）
- 『〈物語〉シリーズ セカンドシーズン』
  - 楽曲制作協力（高田龍一・広川恵一と共同）
- 『サーバント×サービス』
  - 劇伴（MONACA名義　田中秀和・石濱翔・広川恵一・高橋邦幸・高田龍一と共同）
- 『Wake Up, Girls!』
  - キャラクターソング「スキ キライ ナイト」（作曲・編曲）
- 『龍ヶ嬢七々々の埋蔵金』
  - 劇伴（MONACA（石濱翔・高橋邦幸・岡部啓一）と共同）
- 『キャプテン・アース』
  - 劇伴（MONACA名義　石濱翔・高田龍一・岡部啓一・広川恵一・神前暁と共同）
- 『テンカイナイト』
  - 劇伴（MONACA名義　石濱翔・高田龍一・高橋邦幸と共同）
- 『ハナヤマタ』
  - 劇伴（高田龍一と共同）
- 『結城友奈は勇者である』
  - 劇伴（MONACA名義　岡部啓一・高橋邦幸・石濱翔・広川恵一と共同）
  - OP主題歌「ホシトハナ」（ストリングスアレンジ）
- 『劇場版 アイカツ！』
  - 劇伴（MONACA名義　石濱翔と共同）
  - 主題歌「輝きのエチュード」（ストリングスアレンジ）
- 『やはり俺の青春ラブコメはまちがっている。続』
  - 劇伴（ピアノアレンジ）
- 『WORKING!!!』
  - 劇伴（MONACA名義　岡部啓一・石濱翔・田中秀和・広川恵一・高橋邦幸と共同）
- 『コンクリート・レボルティオ〜超人幻想〜』
  - 劇伴（石濱翔・岡部啓一と共同）
- 『Wake Up, Girls! Beyond the Bottom』
  - 挿入歌「レザレクション」（作曲・編曲）
- 『傷物語〈Ⅰ鉄血篇〉』
  - 劇伴（神前暁・高田龍一・難波研と共同）
- 『あんハピ♪』
  - 劇伴（MONACA名義　岡部啓一・神前暁・石濱翔・田中秀和・広川恵一・高橋邦幸・瀬尾祥太郎と共同）
- 『灼熱の卓球娘』
  - キャラクターソング「雀が原中学校校歌」（作曲・編曲）
- 『結城友奈は勇者である -鷲尾須美の章-』
  - 劇伴（MONACA名義　岡部啓一・高橋邦幸・瀬尾祥太郎と共同）
  - OP主題歌「サキワフハナ」（ストリングスアレンジ）
- 『フレームアームズ・ガール』
  - 劇伴（石濱翔と共同）
  - 挿入歌「祝福の歌」（作曲・編曲）
  - 挿入歌「My precious...」（作曲・編曲）
  - 挿入歌「いさよいの満月」（作曲・編曲）
- 『アニメガタリズ』
  - 劇伴（高橋邦幸と共同）
- 『結城友奈は勇者である -勇者の章-』
  - 劇伴（MONACA名義　岡部啓一・高橋邦幸・瀬尾祥太郎と共同）
  - OP主題歌「ハナコトバ」（ストリングスアレンジ）
- 『Fate/EXTRA Last Encore』
  - 劇伴（神前暁・高田龍一・石濱翔・難波研と共同）
- 『フレームアームズ・ガール〜きゃっきゃうふふなワンダーランド〜』
  - 劇伴（石濱翔と共同）
  - ED主題歌「キミとコントラスト」（作曲・編曲）
- 『アサシンズプライド』
  - 劇伴（MONACA名義　岡部啓一・高橋邦幸と共同）
- 『しおひガールズ ボンゴレビアンコ』
  - 劇伴
- 『オルタード・カーボン: リスリーブド』
  - 劇伴（高橋邦幸と共同）
- 『アイカツオンパレード!』
  - 挿入歌「コスモスサーチ」（作曲・編曲）
- 『Vivy -Fluorite Eye's Song-』
  - 劇伴（神前暁、高田龍一、石濱翔と共同）
  - キャラクターソング「Just Once More」（作曲・編曲）
- 『結城友奈は勇者である -大満開の章-』
  - 劇伴（MONACA名義　岡部啓一、高橋邦幸と共同）
  - OP主題歌「アシタノハナタチ」（共ストリングスアレンジ）
  - ED主題歌「地平線の向こうへ」（ストリングスアレンジ）
- 『最果てのパラディン』
  - 劇伴（高田龍一と共同）
  - 劇中歌「春呼びの詩」（作曲・編曲）
  - 劇中歌「三英傑の序詩」（作曲・編曲）
  - 劇中歌「最果ての武勲詩」（作曲・編曲）
- 『サマータイムレンダ』
  - 劇伴（岡部啓一・高田龍一と共同）

### テレビドラマ&テレビ番組
- 『真夜中のパン屋さん』
  - 劇伴（岡部啓一と共同）
- 『科学アドベンチャー 西之島へ〜エンジニア達の熱き挑戦〜』
  - OP主題歌（共編曲）
  - ED主題歌（共編曲）
- 『ちむどんどん』
  - 劇伴（岡部啓一、高田龍一と共同）